# 老负鼠的猫经

初版封面

《老负鼠的猫经》（英語：Old Possum's Book of Practical Cats）是1939年由T·S·艾略特所撰的有关猫心理学和社会学的诗集，由費伯出版社出版，其后被改编为音乐剧《猫》。
詩集由艾略特於1930年代創作，並曾以化名「Old Possum」出現在他寄給教子的信中，最終於1939年由作者創作封面、收集並發表。1940年，詩集在Nicolas Bentley加入插圖後重新出版，之後更由愛德華·戈里（1982年）、Axel Scheffler（2009年）等人製作插圖並多次再版。